# マウリシオ・ビクトリーノ
マウリシオ・ベルナルド・ビクトリーノ・ダンシリオ（Mauricio Bernardo Victorino Dansilio, 1982年10月11日 - ）は、ウルグアイ・モンテビデオ出身の元同国代表サッカー選手。現役時代のポジションはディフェンダー（センターバック）。
1980年代にナシオナル・モンテビデオで活躍したFWワルデマール・ビクトリーノは叔父にあたる。

## 経歴

### クラブ
2005年3月3日、コパ・リベルタドーレスのCAリーベル・プレート戦でナシオナル・モンテビデオからデビューした。2009年にはチリのウニベルシダ・デ・チレに移籍し、8月30日のアウダックス・イタリアーノ戦で左足からプロ初得点を決めた。2011年2月1日、ブラジル・カンピオナート・ブラジレイロ・セリエAのクルゼイロECに移籍した。
2016年1月、古巣であるナシオナル・モンテビデオに復帰した。同年限りでナシオナルを退団すると、翌年1月2日にリーガ・パラグアージャのセロ・ポルテーニョへ加入した。
2019年8月17日、ダヌービオFCに移籍した。

### 代表
2010年には南アフリカ共和国で開催された2010 FIFAワールドカップに出場し、準々決勝のガーナ戦ではPK戦の2番目のキッカーとしてペナルティキックを成功させた。ウルグアイ代表はPK戦の末に勝利し、40年ぶりに準決勝進出を決めた。

## 代表歴

### 出場大会
- ウルグアイ代表
  - 2010 FIFAワールドカップ

### 試合数
- 国際Aマッチ 24試合 0得点（2006年-2016年）[7]

| ウルグアイ代表 | 国際Aマッチ | 国際Aマッチ |
| 年             | 出場        | 得点        |
| -------------- | ----------- | ----------- |
| 2006           | 2           | 0           |
| 2007           | 0           | 0           |
| 2008           | 0           | 0           |
| 2009           | 2           | 0           |
| 2010           | 9           | 0           |
| 2011           | 5           | 0           |
| 2012           | 3           | 0           |
| 2013           | 0           | 0           |
| 2014           | 0           | 0           |
| 2015           | 0           | 0           |
| 2016           | 3           | 0           |
| 通算           | 24          | 0           |

## タイトル

### クラブ
ナシオナル
プリメーラ・ディビシオン : 2005, 2005-06, 2008-09, 2016
クルゼイロ
- カンピオナート・ミネイロ : 2011
- カンピオナート・ブラジレイロ・セリエA : 2013

セロ・ポルテーニョ
- リーガ・パラグアージャ : 2017

### 代表
ウルグアイ
- コパ・アメリカ : 2011